# Doug Bradley
Douglas William Bradley (n. 7 septembrie 1954, Liverpool, Anglia, Regatul Unit) este un actor și autor englez. Acesta este cunoscut pentru rolul cenobitului⁠(d)„Pinhead” din seria de filme Hellraiser și pentru narațiunile de pe albumele formației Cradle of Filth.

## Biografie
Bradley s-a născut în Liverpool și a urmat liceul Quarry Bank⁠(d).

### Cariera
Bradley este cunoscut datorită interpretării personajului Pinhead în primele opt filme Hellraiser, precum și pentru rolul căpitanului Elliot Spencer în două dintre filmele seriei, Hellbound: Hellraiser II (1988) și Hellraiser III: Hell on Earth (1992). Este unul dintre cei șase actori care interpretează același personaj horror de cel puțin șase ori consecutiv, ceilalți fiind Christopher Lee  (Contele Dracula), Robert Englund (Freddy Krueger), Warwick Davis⁠(d) (Leprechaun), Brad Dourif (Chucky⁠(d)) și Tobin Bell (Jigsaw⁠(d)). Din moment ce avea abilitatea de a-și aplica singur machiajul și îmbrăca costumul, acesta apare în genericul filmelor și în calitate de asistent make-up sub numele Bill Bradley.
A narat texte în unele melodii ale formației de extreme metal Cradle of Filth; prima a fost „Her Ghost in the Fog” din anii 2000, „Death Magick for Adepts” și „Tortured Soul Asylum”. Totuși acesta nu a reușit să fie prezent la filmări pentru un videoclip, motiv pentru care a fost înlocuit de actorul David McEwen. De asemenea, vocea sa este prezentă pe melodiile „Swansong for a Raven”, „Satyriasis”, „Rise of the Pentagram” și „Tonight in Flames”.
Bradley a apărut în mai multe scurtmetraje horror precum ar fi Red Lines și On Edge. Este membru al companiei de animație Renga Media⁠(d), realizatori ai filmelor și scurtmetrajelor independente Dominator⁠(d).
După rolurile sale din filmele Hellraiser și din filmul de groază Nightbreed (1999), a apărut în Furia monstrului 3: Țărână și cenușă⁠(d) (2006), respectiv în Cartea sângelui⁠(d) (2008). A avut un rol minor în filmul The Cottage⁠(d) (2008). În 2010, a jucat în filmul de groază Exorcismus⁠(d) și s-a alăturat distribuției filmului The 4th Reich în martie 2010.

### Cărți
Bradley este autorul lucrării Sacred Monsters: Behind the Mask of the Horror Actor în care explorează istoria măștilor și rolul lor în filmele de groază.

## Viață personală
Este un prieten apropiat cu romancierul Clive Barker, cei doi cunoscându-se din perioada școlii, și a lucrat împreună cu acesta la diferite proiecte începând din anii 1970. Locuiește în Pittsburgh, Pennsylvania și este căsătorit cu Steph Sciullo.

## Filmografie

### Film
| An   | Titlu                                       | Rol                             | Note                         |
| ---- | ------------------------------------------- | ------------------------------- | ---------------------------- |
| 1987 | Hellraiser                                  | Pinhead                         |                              |
| 1988 | Hellbound: Hellraiser II                    | Pinhead                         |                              |
| 1990 | Nightbreed                                  | Dirk Lylesberg                  |                              |
| 1992 | Hellraiser III: Hell on Earth               | Pinhead, Captain Elliot Spencer |                              |
| 1993 | Shepherd on the Rock                        | James Culzean                   |                              |
| 1995 | Proteus                                     | Leonard Brinkstone              |                              |
| 1996 | Hellraiser: Bloodline                       | Pinhead                         |                              |
| 1996 | Killer Tongue                               | Wig                             |                              |
| 1998 | Driven                                      | Eric Myers                      |                              |
| 1999 | An Ideal Husband                            | Brackpool                       | Ca Douglas Bradley           |
| 2000 | Hellraiser: Inferno                         | Pinhead                         | Direct-pe-video              |
| 2002 | Hellraiser: Hellseeker                      | Pinhead, Merchant               | Direct-pe-video              |
| 2003 | Dominator                                   | Dr. Payne, Lord Desecrator      | Rol de voce                  |
| 2005 | Hellraiser: Deader                          | Pinhead                         | Direct-pe-video              |
| 2005 | The Prophecy: Uprising                      | Laurel                          | Direct-pe-video              |
| 2005 | Hellraiser: Hellworld                       | Pinhead                         | Direct-pe-video              |
| 2008 | The Cottage                                 | Villager with Dog               |                              |
| 2008 | Ten Dead Men                                | The Narrator                    |                              |
| 2009 | Book of Blood                               | Tollington                      |                              |
| 2009 | Umbrage                                     | Jacob                           |                              |
| 2010 | Exorcismus                                  | Padre Ennis                     | Ca Douglas Bradley           |
| 2011 | Jack Falls                                  | The Doctor                      |                              |
| 2011 | The Reverend                                | Reverend Andrews                |                              |
| 2012 | The Infliction                              | Agent Wilson                    |                              |
| 2012 | Deer Crossing                               | Sheriff Lock                    |                              |
| 2012 | Lucifer's Unholy Desire                     | Rev. McDowell                   | Rol de voce                  |
| 2012 | Wrong Turn 5: Bloodlines                    | Maynard                         | Direct-pe-video              |
| 2012 | Scream Park                                 | Mr. Hyde                        |                              |
| 2013 | Shame the Devil                             | Victor                          |                              |
| 2014 | Nerd Love                                   | Doug Bradley                    |                              |
| 2016 | Howard Lovecraft and the Frozen Kingdom     | Nyarlathotep                    | Rol de voce                  |
| 2017 | Howard Lovecraft and the Undersea Kingdom   | Nyarlathotep                    | Rol de voce                  |
| 2018 | Howard Lovecraft and the Kingdom of Madness | Nyarlathotep                    | Rol de voce, Direct-pe-video |
| 2019 | Back Fork                                   | Sheriff                         |                              |
| 2019 | In Search of Darkness                       | Rolul său                       | Documentar                   |
| 2021 | Alien Danger 2! With Raven Van Slender      | General Legs                    | Rol de voce                  |
| 2022 | Corrective Measures                         | Senator Zechariah               |                              |
| 2022 | The Barn Part II                            | Walter Daniels                  |                              |
| 2022 | The United States of Horror: Chapter 2      | Narator                         | Rol de voce                  |

### Scurtmetraj
| An   | Titlu                | Rol            | Note        |
| ---- | -------------------- | -------------- | ----------- |
| 1973 | Salome               | King Herod     |             |
| 1978 | The Forbidden        |                |             |
| 1999 | On Edge              | Dr. Matthews   |             |
| 2002 | Red Lines            | Teacher        |             |
| 2008 | To The Devil His Due | John Armstrong |             |
| 2010 | The Hairy Hands      |                | Rol de voce |
| 2013 | A Hand to Play       | Mr. Trent      |             |

### Televiziune
| An         | Titlu                       | Rol                                   | Note                                                      |
| ---------- | --------------------------- | ------------------------------------- | --------------------------------------------------------- |
| 1990       | The Bill                    | Pete Henderson                        | Episodul: "Friends and Neighbours"                        |
| 1992       | USA Up All Night            | Pinhead                               | Episodul: "Glitch!/Eating Raoul"                          |
| 1993       | Inspector Morse             | Clergyman Williams                    | Episodul: "Twilight of the Gods"                          |
| 1995       | The Big Game                | Harry Woolf                           | film TV                                                   |
| 1996       | Jim's Gift                  | Mr. Winthrop                          | film TV                                                   |
| 1998       | Archangel Thunderbird       | Dr. Churchill                         | film TV                                                   |
| 1999       | Honky Sausages              | Honky Doctor                          | 1 episod                                                  |
| 2000, 2010 | Doctors                     | Graham Sharpe, Greg Steel / Doc Jones | Episoadele: "God's Will" and "The Living Gaylights"       |
| 2001       | Judge John Deed             | Inspector Lannon                      | Episodul: "Exacting Justice"                              |
| 2001       | The Armando Iannucci Shows  |                                       | Episodul: "Time Passing"                                  |
| 2002       | Paradise Heights            | Customs Officer                       | 1 episode                                                 |
| 2005       | The Commander               | Tim Gad                               | Episoadele: "Blackdog (Part One)" & "Blackdog (Part Two)" |
| 2005       | No Angels                   | Mr. Asquith                           | 2 episoade                                                |
| 2006       | Pumpkinhead: Ashes to Ashes | Doc Fraser                            | film TV                                                   |
| 2018       | Lore                        | Dr. Robert Knox                       |                                                           |
| 2020       | JJ Villard's Fairy Tales    | Kenneth                               | Rol de voce, Episodul: Boypunzel                          |
| 2021-2022  | Dota: Dragon's Blood        | Kashurra, Byssrak                     | Rol de voce, 8 episoade                                   |
| 2023       | Gotham Knights              | Joe Chill                             | Episodul: "A Chill in Gotham"                             |

### Audio
| An        | Titlu                        | Rol     | Note                   |
| --------- | ---------------------------- | ------- | ---------------------- |
| 2009-2014 | Doug Bradley's Spinechillers | Narator | Carte audio, 13 volume |
| 2022      | Hollow                       | Kurtz   | Serie podcast          |

### Videoclipuri
| An   | Titlu                              | Artist    | Rol                 | Note                                    |
| ---- | ---------------------------------- | --------- | ------------------- | --------------------------------------- |
| 1992 | Hellraiser                         | Motörhead | Pinhead             |                                         |
| 2015 | The Misfits: Tour Video Collection | Misfits   | Abraham van Helsing | video prezentat doar în direct pe scenă |

### Jocuri video
| An   | Titlu                                           | Rol                                      | Note        |
| ---- | ----------------------------------------------- | ---------------------------------------- | ----------- |
| 2011 | Star Wars: The Old Republic                     | împăratul Sith viciat, voci suplimentare | Rol de voce |
| 2014 | Star Wars:The Old Republic - Shadow of Revan    | împăratul Sith viciat                    | Rol de voce |
| 2016 | Dead by Daylight                                | The Cenobite                             | Rol de voce |
| 2022 | Star Wars:The Old Republic - Legacy of the Sith | împăratul Sith viciat                    | Rol de voce |